# Рибшево-2
Рибшево-2— деревня  в  Смоленской области России,  в Духовщинском районе. Население — 14 жителей  (2007 год). Расположена в северной части области  в 30  км к северо-западу от Духовщины , в 18,5 км к юго-востоку от Пржевальского. Расположена на территории национального парка Смоленское поозёрье.
Входит в состав Береснёвского сельского поселения.

## См также
Рибшево-1.